# Беліц-Гейман Семен Павлович
Семен Павлович Беліц-Гейман (26 лютого 1921, Москва, СРСР - 30 липня 2000) — радянський тенісист, майстер спорту СРСР ( 1943 ), Заслужений тренер СРСР (1970), основоположник науково-методичної школи російського тенісу, кандидат педагогічних наук (1953), професор, один з перших популяризаторів тенісу в СРСР.
Тема кандидатської дисертації - «Основні особливості техніки, тактики і тренування в сучасному тенісі».

## Біографія
Народився в сім'ї інженера-будівельника Павла Семеновича Беліц-Геймана (1891-1947), співавтора альбому «Конструктивні деталі будівель» (1938). Онук відомого московського лікаря Семена Олексійовича (Соломоновича) Беліц-Геймана (1863-?), видавця і редактора заснованого ним в 1904 році журналу «Домашній лікар». 
- 1995-2000 - Віце-президент Федерації тенісу Москви;
- 1980-1991 - Заступник голови Федерації тенісу СРСР;
- 1970-2000 - завідувач кафедри тенісу та настільного тенісу ГЦОЛІФК ;
- 1961-1988 - Член редколегії щорічника «Теніс»;
- 1959-1980 - Голова Всесоюзного тренерської ради Федерації тенісу СРСР.

Автор книг: «Техніка тенісиста» (1951), «Теніс» (1954, співавтор), «Техніка тенісу» (1966), «Мистецтво тенісу» (1971), «Теніс для батьків і дітей» (1988), «Теніс: школа чемпіонської гри і підготовки »(2001) - а також понад 300-х статей, навчальних посібників і науково-методичних матеріалів з тенісу. Учасник Другої світової війни; підполковник запасу. Лауреат національної тенісної премії «Російський кубок» (1998) в номінації «За внесок у спортивну науку».
Один з перших організаторів Кубка Кремля .
У теніс почав грати в 11 років на станції Загорянська під Москвою. Першим тренером був Микола Іванов . Виступав за ДСТ «Динамо» . Похований на Ваганьковському кладовищі міста Москви., ділянка 22.

## Досягнення
- 1936 - Чемпіон Москви серед хлопчиків;
- 1937 - Чемпіон Москви і СРСР серед юнаків в парному розряді;
- 1938, 1939, 1940, 1944, 1945, 1946, 1947, 1948 - Чемпіон Москви;
- 1945 - Чемпіон ЦС ДСТ «Динамо»;
- 1945 - Чемпіон Москви в міксті;
- 1951, 1953, 1954, 1955, 1956 - Переможець Всесоюзних зимових змагань з тенісу в парному розряді;
- 1954, 1956 - Чемпіон СРСР в парному розряді;
- 1956 - Переможець Спартакіади народів СРСР;

Входив до десятки найсильніших тенісистів Радянського Союзу (1943-1953). Правша. Грав біля сітки, один з перших серед радянських тенісистів почав икористовувати подачу для виходу до сітки, і «воротарського-акробатичні» прийоми в грі у сітки «з льоту». Основні козирі - потужний смеш, відмінні за силою і точністю удари над головою.

## Родина
- Дружина - Зоя Черятова - одна з найсильніших тенісисток СРСР 1940-х років. Виступала в міксті з Миколою Озеровим. Перший тренер Раузи Ісланової.
- Син - Павло Беліц-Гейман, радянський і російський журналіст, дипломат, перекладач;
- Двоюрідний брат - Семен Вікторович Беліц-Гейман - радянський плавець, срібний і бронзовий призер Олімпійських ігор 1968 року, заслужений майстер спорту СРСР, спортивний журналіст.